# عیدو نتانیاهو
عیدو نتانیاهو (عبری: עדו נתניהו‎؛ زادهٔ ۲۴ ژوئیهٔ ۱۹۵۲) پزشک، نویسنده و نظامی بازنشسته اهل اسرائیل است. وی برادر کوچکتر یوناتان نتانیاهو و بنیامین نتانیاهو است. او دوره‌ای فرماندهی یگان سایرت متکل را برعهده داشت.

## زندگی‌نامه
ایدو نتانیاهو در اورشلیم زاده شد، فرزند سلا (با نام خانوادگی قبلی سگال؛ ۱۹۱۲–۲۰۰۰) و پروفسور بنزیون نتانیاهو (۱۹۱۰–۲۰۱۲) بود و بخشی از دوران کودکی خود را در ایالات متحده در شهرک چلتنهام، پنسیلوانیا گذراند و در آنجا به مدرسه ابتدایی و راهنمایی رفت. خانواده او بعداً به اسرائیل بازگشتند و او در اورشلیم به دبیرستان رفت. پس از پایان دبیرستان، نتانیاهو برای تحصیل در دانشگاه کرنل، محل کار سابق پدرش، به ایالات متحده بازگشت، اما در سال ۱۹۷۳ تحصیلات خود را برای جنگیدن برای اسرائیل در جنگ یوم کیپور متوقف کرد.
نتانیاهو از سال ۱۹۷۰ تا ۱۹۷۳ در سایرت متکل، واحد برتر نیروهای ویژه اسرائیل، مانند هر دو برادرش، خدمت کرد. او بعداً به دانشگاه کرنل بازگشت و مدرک کارشناسی خود را دریافت کرد. وی سپس به اسرائیل بازگشت و مدرک دکترای پزشکی خود را از دانشکده پزشکی دانشگاه عبری اورشلیم دریافت کرد و دوره پسادکتری را در بیمارستان دانشگاه جورج تاون، واشنگتن دی سی، و مرکز پزشکی مونت سینای، نیویورک گذراند. او به صورت پاره وقت به عنوان رادیولوژیست کار می‌کند، اما بیشتر وقت خود را به نویسندگی اختصاص می‌دهد.
از سال ۲۰۰۸، پس از نوشتن چندین کتاب، نتانیاهو بر نمایشنامه‌نویسی تمرکز کرده است. نمایشنامه‌های او در سراسر جهان، از جمله در برادوی خارج از نیویورک، تل‌آویو، سن پترزبورگ، مسکو و تاشکند و سایر شهرها، به روی صحنه رفته‌اند. نمایشنامه او با نام «دون ساموئل آبراوانل» در سال ۲۰۲۲ جایزه رئیس‌جمهور ورشو را دریافت کرد.